# Trans-Mexicaanse Vulkanengordel

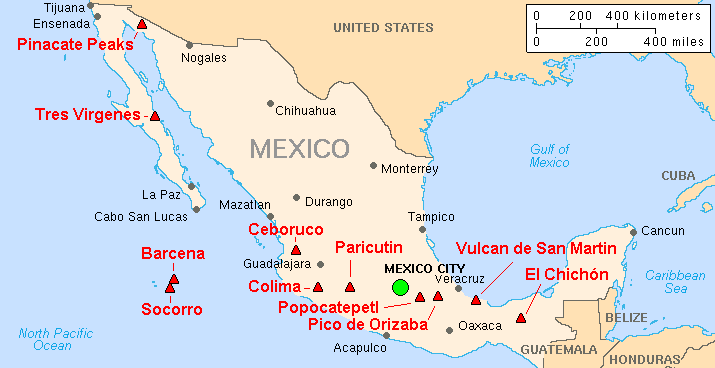
Vulkanen in Mexico

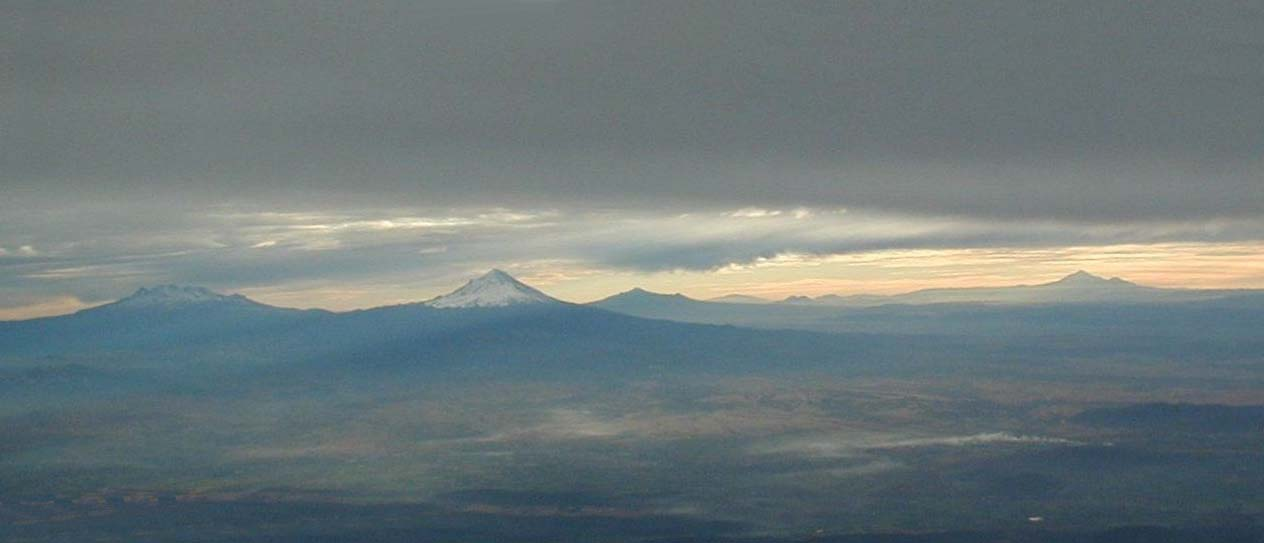
Zes Mexicaanse vulkanen in de Sierra Nevada, v.l.n.r. Ixtaccíhuatl, Popocatépetl, Matlalcueitl, Cofre de Perote, Pico de Orizaba, Sierra Negra

De Trans-Mexicaanse Vulkanengordel (Spaans: Eje Volcánico Transversal) ook wel de Sierra Nevada genoemd, is een gebergte in Mexico dat voornamelijk bestaat uit vulkanen.
Het gebergte bevindt zich in de staten Colima, Jalisco, Michoacán, Guanajuato, Querétaro, Mexico, Hidalgo, Tlaxcala, Morelos, Puebla en Veracruz. In het westen grenst de Vulkanengordel aan de Westelijke Sierra Madre, in het oosten aan de Oostelijke Sierra Madre.
Belangrijkste vulkanen:
- Nevado de Colima (Jalisco) 4339 m
- Paricutín (Michoacán) 2774 m
- Nevado de Toluca (Mexico) 4577 m
- Popocatépetl (Mexico/Puebla) 5452 m
- Iztaccíhuatl (Mexico/Puebla) 5286 m
- El Jorullo (Mexico) 3170 m
- Matlalcueitl (Tlaxcala) 4461 m
- Cofre de Perote (Veracruz) 4282 m
- Sierra Negra (Puebla/Veracruz) 4640 m
- Piek van Orizaba/Citlaltépetl (Veracruz) 5636 m